# Too Young to Die
"Too Young to Die" è un brano musicale del gruppo britannico Jamiroquai, pubblicato come singolo nel 1993.

## Il brano
Per poter essere trasmesso dalle radio e pubblicato come singolo il brano, originariamente lungo più di dieci minuti, fu accorciato in una versione di circa sei minuti per la versione dell'album, e poi ancora in una di tre minuti e ventidue secondi per la pubblicazione in CD singolo. Quest'ultima version è attualmente quella più diffusa e conosciuta della canzone, benché la versione di dieci minuti sia spesso etichettata come l'"originale". Tema del brano è la paura della guerra e della morte dovute alle macchinazioni politiche.

## Il video
Il video prodotto per "Too Young to Die" è stato diretto dal regista W.I.Z., e consiste principalmente in immagini di Jay Kay che esegue il brano in quello che apparentemente è una installazione militare nel deserto.

## Tracce
1. Too Young To Die (Edit) - 3:22
2. Too Young To Die (Extended Version) - 6:04
3. Too Young To Die (Original) - 10:08
4. Too Young To Die (Instrumental) - 6:22

## Classifiche
| Classifica (1993) | Posizione massima |
| ----------------- | ----------------- |
| Finlandia         | 15                |
| Francia           | 33                |
| Islanda           | 25                |
| Paesi Bassi       | 41                |
| Regno Unito       | 10                |
| Svezia            | 30                |
| Svizzera          | 21                |